# Сун Цзывэнь
Сун Цзывэнь (кит. упр. 宋子文, пиньинь Sòng Zǐwén, на Западе известен как Т. В. Сун («T. V. Soong», от «Soong Tse-ven»), 4 декабря 1894, Шанхай — 26 апреля 1971, Сан-Франциско) — китайский государственный и политический деятель, дипломат и предприниматель.

## Биография

### Ранние годы
Сун Цзывэнь родился в семье методистского миссионера и бизнесмена Чарли Суна. Три его сестры, известные как сёстры Сун, в дальнейшем вышли замуж за крупных китайских политиков: Сун Мэйлин стала женой Чан Кайши, Сун Цинлин — Сунь Ятсена, Сун Айлин — Кун Сянси.
Сун Цзывэнь учился в миссионерской школе святого Иоанна в Шанхае. Затем продолжил образование в США, где окончил Гарвардский университет со специализацией по экономике, после чего получил степень PhD в Колумбийском университете.

### Начало карьеры
Вернувшись в Китай, и будучи тесно связанным с высшим руководством Гоминьдана родственными связями, Сун Цзывэнь занял пост в Уханьском правительстве Гоминьдана, где представлял «наиболее современные круги тогдашней американизированной китайской буржуазии».
В сентябре 1925 года Сун Цзывэнь был назначен министром финансов кантонского правительства, а в 1928 занял этот же пост в нанкинском правительстве. Находясь на постах президента Центрального банка Китая и министра финансов (1928—1931 и 1932—1933), проводил реформы по упорядочению денежной системы, установлению единой денежной единицы, упорядочению налогов и таможенных сборов. 25 июля 1928 года им было подписано американо-китайское таможенное соглашение, которое фактически означало признание нанкинского правительства США.
В 1936 году во время Сианьского инцидента Сун Цзывэнь участвовал в переговорах об освобождении Чан Кайши. После захвата японцами долины Янцзы перебрался в британский Гонконг, откуда поддерживал связь Китая с Великобританией и США. В 1940 году ездил в Вашингтон для переговоров о займе.

### Вторая мировая война и послевоенный период
В 1941 году Сун Цзывэнь был назначен министром иностранных дел. Во время Второй мировой войны представлял Китай в Тихоокеанском военном совете, учреждённом в 1942 году. В 1943 году принимал участие в обсуждении дальневосточных вопросов на первой Квебекской конференции.
В декабре 1944 года был назначен исполняющим обязанности председателя Исполнительного юаня с сохранением поста министра иностранных дел, а 31 мая 1945 года возглавил кабинет министров уже в качестве председателя. В этом же году возглавлял китайскую делегацию на конференции в Сан-Франциско по созданию ООН.
В июне-августе 1945 года во главе китайской правительственной делегации дважды посетил Москву, где в результате переговоров со Сталиным и Молотовым 14 августа был подписан «Договор о дружбе и союзе между СССР и Китаем».
1 марта 1947 года в связи с внутренней борьбой в Гоминьдане Сун Цзывэнь вынужден был выйти в отставку с поста главы правительства. После этого был назначен губернатором провинции Гуандун. После победы коммунистов в гражданской войне в октябре 1949 года уехал в Сан-Франциско.